# Dereköy, Gökçeada
Dereköy là một xã thuộc huyện Gökçeada, tỉnh Çanakkale, Thổ Nhĩ Kỳ. Dân số thời điểm năm 2011 là 311 người.